# Okenia angelensis
Okenia angelensis Lance, 1966 è un mollusco nudibranchio della famiglia Goniodorididae.
L'epiteto specifico fa riferimento alla Bahia de los Angeles, nello stato messicano di Baja California.

## Distribuzione e habitat
Nell'oceano Pacifico orientale, sulle coste nordamericane all'altezza del mare di Cortez, nello stato messicano di Baja California.